# Oberhart (Gemeinden Sattledt, Steinhaus)
Oberhart ist ein Ort im Traunviertel in Oberösterreich wie auch
Ortschaft der Gemeinden Steinhaus und Sattledt im Bezirk Wels-Land.

## Geographie
Die Streusiedlung befindet sich etwa neun Kilometer südlich von Wels, halbwegs nordöstlich von Sattledt und südlich von Steinhaus. Sie liegt im Traun-Enns-Riedelland, nördlich des Autobahn-Voralpenkreuzes, und erstreckt sich auf vier Kilometer nordsüdlich um die 390 m ü. A. Höhe am Riedel zwischen Aiterbach (bei Wels zur Traun) im Westen, und oberstem Weyerbach (über Weißkirchen bei Haid zur Traun) und obersten Thalbach (bei Thalheim/Wels zur Traun) im Osten.
Die Ortslage umfasst knapp 100 Gebäude mit etwa 300 Einwohnern, je knapp die Hälfte in den beiden Gemeinden.
Zum Steinhauser Ortschaftsgebiet gehören neben diversen Einzellagen – Nord nach Süd – die Weiler Matzelsdorf, Straß und Siebmaiern, zur Sattledter Ortschaft die Einzellage Steinhof sowie Oberhart-Siedlung. Letztere ist das Wohngebiet an der Sattledter Straße, mit Waldstraße und Tannenstraße, das mit ca. 30 Adressen den Gutteil der Ortschaft ausmacht, aber schon zur geschlossenen Siedlungseinheit Sattledt (Zählsprengel Sattledt-Zentralgebiet) zählt.
Die Sattledter Straße (L537, Edt bei Lambach – Steinerkirchen – Sattledt) quert die Ortschaft im Süden, sonst ist sie nur durch Gemeindestraßen und Güterwege erschlossen. Östlich gegen Unterhart verläuft die Pyhrnpassstraße (B138) und die Almtalbahn, westlich unterhalb die Welser Westspange (Innkreis Autobahn A8).
Nachbarorte und -ortschaften
| Schörgendorf Dorf (bd. Gem. Steinhaus)                                                                                                 | Steinhaus (O, Gem. Steinhaus)                           | Pesendorf (Gem. Steinhaus)                           |
| Taxlberg (O, Gem. Steinhaus u. Steinerkirchen a.d.T.) Hammersedt (O, Gem. Steinerkirchen a.d.T.) Dreiling (Gem. Steinerkirchen a.d.T.) | Kompassrose, die auf Nachbargemeinden zeigt             | Unterhart (O, Gem. Steinhaus u. Sattledt)            |
| Wollsberg (O, Gem. Steinerkirchen a.d.T.)                                                                                              | Oberaustall (O, Gem. Sattledt u. Steinerkirchen a.d.T.) | Sattledt (O, Gem. Sattledt) Harhagen (Gem. Sattledt) |

## Geschichte
Im Raum ist frühgeschichtliche Besiedlung belegt (Hortfund bei Giering), zur Römerzeit gehört er zum Umland von Ovilava/Wels, Provinz Noricum. Nach dem Hunneneinfall und in der Völkerwanderungszeit geht die Bevölkerung zurück. Der Raum ist als Kulturgrenze zum Slawischen schon im 8. Jahrhundert bairisch besiedelt (Burg Leombach) und gehört zu Stift Kremsmünster (gegr. 777). Während der Ungarneinfälle im frühen 10. Jahrhundert ist er wieder bedroht.
Der Ort selbst ist als Flurname im 10. Jahrhundert urkundlich erwähnt (drei Bienenweiden), der Ortsname steht zu hard/t ‚Wald‘ – der Harter Wald umfasste im Mittelalter die ganze Sattledter Gegend, und ist heute nurmehr in Resten etwa im Schachenwald erhalten. Zu der Zeit streiten sich die Grafen von Lambach mit dem Stift Kremsmünster um die Gegend (Vergleich 992/993). 1299 sind dann schon 12 Gehöfte urkundlich.
Ursprünglich im Ostteil des Herzogtums Bayern liegend und die Südgrenze des Traungaues zum Ulsburggau bildend, gehörte der Ort seit dem 12. Jahrhundert zum Herzogtum Österreich. Seit 1490 wird er dem Fürstentum Österreich ob der Enns zugerechnet.
Der Ort gehörte in der mittleren Neuzeit zur Pfarre Sipbachzell im Distrikt Kremsmünster, ab 1868 zum neuen Bezirk Wels-Land. Die landestypischen Vierkanter finden sich zahlreich wie schon vor 200 Jahren.
1893 wurde die Bahnstrecke Wels–Sattledt–Rohr, Teil der heutigen Almtalbahn, gebaut (Eröffnung 14. Oktober 1893).
1939 wurde die neue Gemeinde Sattledt eingerichtet (es hatte schon 1851–1874 eine Gemeinde Sattlödt gegeben, die dann zu Kremsmünster kam). Die Nachbargemeinden musste dafür zwangsweise Teile des Gemeindegebiets abtreten, und der Südteil von Oberhart kam per Oktober 1939 zu Sattledt.
Nach jahrzehntelangem Planungsverfahren im Streit um den Natur und Lärmschutz im Aiterbachtal wurde die Welser Westspange 2003 eröffnet.
|           | Hzgt. Österr. | Hzgt. Österr. | Österr. o.d.Enns (EHzgt. Österr./Kthm. Österr./ Österr.- Ugrn.) | Österr. o.d.Enns (EHzgt. Österr./Kthm. Österr./ Österr.- Ugrn.) | Österr. o.d.Enns (EHzgt. Österr./Kthm. Österr./ Österr.- Ugrn.) | Österr. o.d.Enns (EHzgt. Österr./Kthm. Österr./ Österr.- Ugrn.) | Österr. o.d.Enns (EHzgt. Österr./Kthm. Österr./ Österr.- Ugrn.) | Bld. Oberösterreich (Rep. Österr.) | Bld. Oberösterreich (Rep. Österr.) | Bld. Oberösterreich (Rep. Österr.) | Bld. Oberösterreich (Rep. Österr.) | Bld. Oberösterreich (Rep. Österr.) | Bld. Oberösterreich (Rep. Österr.) |
|           | 1299          | 1467          | 1526                                                            | 1650                                                            | 1784                                                            | 1788                                                            | 1869                                                            | 1951                               | 1961                               | 1971                               | 1981                               | 1991                               | 2001                               |
| Steinhaus | –             | –             | –                                                               | –                                                               | –                                                               | –                                                               | 253                                                             | 181                                | 144                                | 143                                | 123                                | 112                                | 128                                |
| Sattledt  | –             | –             | –                                                               | –                                                               | –                                                               | –                                                               | 253                                                             | ?                                  | ?                                  | ?                                  | ?                                  | ?                                  | 169                                |
| Steinhaus | 12            | 20            | 29                                                              | 29                                                              | 39                                                              | 35                                                              | 35                                                              | 26                                 | 32                                 | 34                                 | 37                                 | 41                                 | 43                                 |
| Sattledt  | 12            | 20            | 29                                                              | 29                                                              | 39                                                              | 35                                                              | 35                                                              | ?                                  | ?                                  | ?                                  | ?                                  | ?                                  | 48                                 |

## Infrastruktur: Haltestelle Oberhart
Der Ort hat eine eigene Haltestelle der Almtalbahn Wels – Sattledt – Grünau im Almtal (Kurs 153). Hier verkehrt ein ÖBB REX etwa im Stundentakt (ab Sattledt Zwei-Stunden-Takt), mit eingeschobener Verdichtung im Schul- und Berufsverkehr.

## Sehenswürdigkeiten

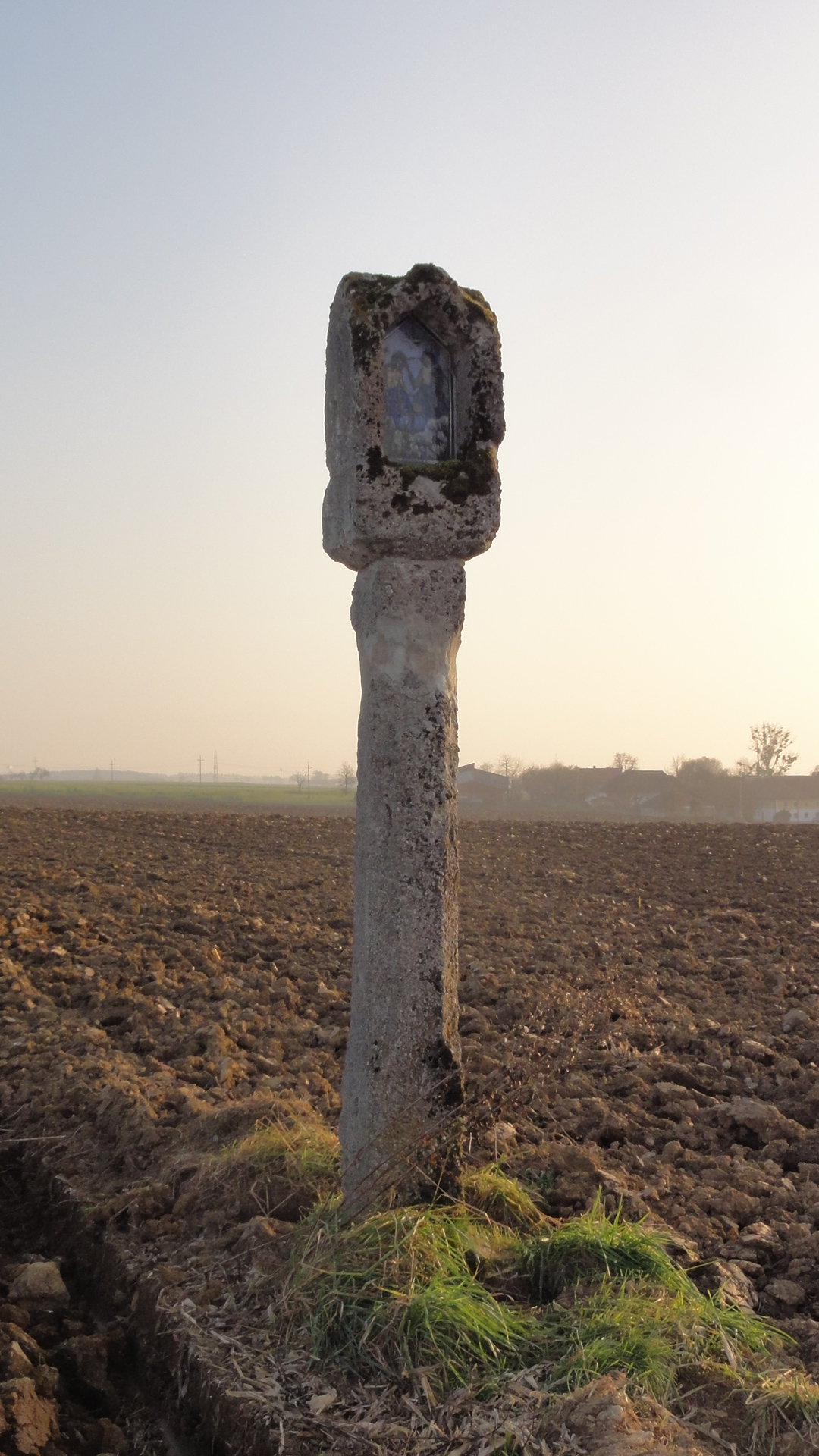
Pestsäule Siebeneichen

- Pestsäule bei Siebeneichen (Straß, Oberhart 11): Eine spätgotische Säule, wurde der Überlieferung nach 1713 an der Stelle des ehemaligen Pestfriedhofs aufgestellt; steht unter Denkmalschutz
- Mitterbauern-Kapelle beim Mitterbauerngut zu Straß (Oberhart 8): Barockklassizistischer Bildstock mit Säulen, 1861 errichtet; vermutlich zu Ehren der Hl. Maria[8]